# Кингвуд (Западная Виргиния)
Кингвуд (англ. Kingwood) — город в штате Западная Виргиния, США. Он является административным центром округа Престон. В 2010 году в городе проживали 2939 человек.

## Географическое положение

Расположение Кингвуда в округе Престон и положение округа на карте штата

Кингвуд находится на севере штата Западная Виргиния и является административным центром округа Престон. Город находится около реки Чит. По данным Бюро переписи населения США город Кингвуд имеет общую площадь в 6,29 квадратных километров.

## История
Кингвуд был основан в 1807 году Конрадом Шитсом, Джейкобом Фанком и Стилом. Поселение было названо в честь рощи из высоких деревьев — «королевского леса». Он получил городскую хартию от генеральной ассамблеи Виргинии в 1853 году. Город был центром угольной и лесной промышленности. В Кингвуде расположены окружные больница, торговая палата, офис шерифа и тюрьма, пожарная часть, библиотека, две радиостанции, несколько церквей, а также различные предприятия. Самое крупное предприятие города литейный завод Матсью Интернэшнл Корпарейшн является местом работы 260 человек. Исторический район Кингвуда был внесён в Национальный реестр исторических мест в 1994 году. В городе ежегодно проходит гречневый фестиваль.

## Население
По данным переписи 2010 года население Кингвуда составляло 2939 человек (из них 46,8 % мужчин и 53,2 % женщин), в городе было 1291 домашних хозяйства и 818 семей. Расовый состав: белые — 97,3 %, афроамериканцы — 0,9 %, коренные американцы — 0,1 %, азиаты — 0,5 % и представители двух и более рас — 1,0 %.
Из 1291 домашних хозяйств 47,1 % представляли собой совместно проживающие супружеские пары (14,8 % с детьми младше 18 лет), в 11,8 % семей женщины проживали без мужей, в 4,5 % семей мужчины проживали без жён, 36,6 % не имели семьи. 7,5 % домашних хозяйств составили разнополые пары, не состоящие в браке, 0,7 % однополых пар. В среднем домашнее хозяйство ведут 2,28 человек, а средний размер семьи — 2,80 человек.
Население города по возрастному диапазону по данным переписи 2010 года распределилось следующим образом: 19,6 % — жители младше 18 лет, 3,1 % — между 18 и 21 годами, 56,4 % — от 21 до 65 лет и 19,9 % — в возрасте 65 лет и старше. Средний возраст населения — 43,8 года. На каждые 100 женщин в Кингвуде приходилось 88,0 мужчин, при этом на 100 совершеннолетних женщин приходилось уже 83,7 мужчин сопоставимого возраста.
В 2014 году из 2359 трудоспособных жителей старше 16 лет имели работу 1316 человека. При этом мужчины имели медианный доход в 51 429 долларов США в год против 26 955 долларов среднегодового дохода у женщин. В 2014 году медианный доход на семью оценивался в 58 682 $, на домашнее хозяйство — в 45 918 $. Доход на душу населения — 24 701 $. 13,2 % от всего числа семей в Кингвуде и 17,2 % от всей численности населения находилось на момент переписи за чертой бедности.
Динамика численности населения:
|  |

## Гречневый фестиваль
После Великой Депрессии экономическое восстановление Западной Виргинии происходило довольно медленно. Местные фермеры растили гречиху в основном благодаря её короткому периоду вегетации и хорошему качеству; считалось, что, возможно, это культура может стимулировать экономический рост. Первый гречневый фестиваль был проведён 13-15 октября 1938 года. Современный фестиваль включает в себя выставку сельскохозяйственных культур, выбор короля и королевы, банкет с приготовленными пирогами из гречки.